# تلفات جنگ ایران و اسرائیل
در طول جنگ ایران و اسرائیل، ایران اعلام کرد که تا ۲۳ تیر ۱۴۰۴ در این کشور ۱٫۰۶۲ نفر کشته و ۵٫۸۰۰ نفر مجروح شده‌اند، که از میان کشته‌شدگان ۷۰۰ نفر غیرنظامی و ۴۰۰ نفر نظامی اعلام شده است. مجموعه فعالان حقوق بشر در ایران که در ایالات متحده مستقر است، در ۶ تیر اعلام کرد که بر اساس داده‌های جمع‌آوری‌شده توسط شبکه داوطلبان پزشکی و محلی این سازمان، ۱٫۱۹۰ نفر کشته و ۴٫۴۷۵ زخمی شده‌اند.
در اسرائیل، سازمان ستاره داوود سرخ گزارش داد که ۲۸ نفر در حملات ایران کشته شده‌اند. وزارت بهداشت اسرائیل نیز اعلام کرد که ۳٬۲۳۸ نفر دیگر در بیمارستان بستری شده‌اند، از جمله ۲۸ نفر در وضعیت وخیم، ۱۱۱ نفر در وضعیت متوسط و ۳۰ نفر در شرایط نامشخص. سایر افراد دچار جراحات سبک یا حملات عصبی (پانیک) شده و تحت درمان قرار گرفتند. همچنین بیش از ۹٬۰۰۰ نفر آواره شدند.

## آمار
| کشور    | منشأ خبر                                    | نوع تفکیک  | تلفات                                                                              | تاریخ گزارش  | منبع          |
| ------- | ------------------------------------------- | ---------- | ---------------------------------------------------------------------------------- | ------------ | ------------- |
| ایران   | بنیاد شهید و امور ایثارگران                 | مجموع      | ۱٫۰۶۲ کشته، ۵٫۸۰۰ زخمی                                                             | ۲۳ تیر ۱۴۰۴  | [ ۱ ]         |
| ایران   | وزارت بهداشت ایران                          | مجموع      | ۱٫۰۶۰ نفر کشته و ۵٫۷۵۰ غیرنظامی زخمی                                               |              | [ ۶ ]         |
| ایران   | HRANA                                       | مجموع      | ۹۷۴ کشته، ۳٬۴۵۸ زخمی                                                               | ۲۴ ژوئن ۲۰۲۵ | [ ۷ ]         |
| ایران   | HRANA                                       | غیرنظامیان | ۳۸۷ کشته، ۱٬۵۶۴ زخمی                                                               | ۲۴ ژوئن ۲۰۲۵ | [ ۷ ]         |
| ایران   | HRANA                                       | نظامیان    | ۲۶۸ کشته، ۲۵۶ زخمی                                                                 | ۲۴ ژوئن ۲۰۲۵ | [ ۷ ]         |
| ایران   | HRANA                                       | نامشخص     | ۳۱۹ کشته، ۱٬۶۳۸ زخمی                                                               | ۲۴ ژوئن ۲۰۲۵ | [ ۷ ]         |
| ایران   | قوه قضائیه ایران                            | مجموع      | ۹۳۵ کشته                                                                           | ۳۰ ژوئن ۲۰۲۵ | [ ۸ ]         |
| ایران   | قوه قضائیه ایران                            | زندان اوین | ۷۹ کشته                                                                            | ۳۰ ژوئن ۲۰۲۵ | [ ۸ ]         |
| ایران   | قوه قضائیه ایران                            | زن         | ۱۳۲                                                                                | ۳۰ ژوئن ۲۰۲۵ | [ ۹ ]         |
| ایران   | قوه قضائیه ایران                            | کودک       | ۳۸                                                                                 | ۳۰ ژوئن ۲۰۲۵ | [ ۹ ]         |
| ایران   | گزارش فعالان حقوق بشر آمریکا                | مجموع      | ۱۱۹۰ کشته                                                                          | ۳۰ ژوئن ۲۰۲۵ | [ ۹ ]         |
| ایران   | گزارش فعالان حقوق بشر آمریکا                | غیرنظامی   | ۴۳۶ کشته                                                                           | ۳۰ ژوئن ۲۰۲۵ | [ ۹ ]         |
| ایران   | گزارش فعالان حقوق بشر آمریکا                | نظامی      | ۴۳۵ کشته                                                                           | ۳۰ ژوئن ۲۰۲۵ | [ ۹ ]         |
| ایران   | گزارش فعالان حقوق بشر آمریکا                | نامشخص     | ۳۱۹ کشته                                                                           | ۳۰ ژوئن ۲۰۲۵ | [ ۹ ]         |
| اسرائیل | تایمز آو اسرائیل                            | مجموع      | ۲۹ کشته (که ۱ مورد در محل حادثه بوده اما مستقیماً مرتبط نبوده)، ۳٬۲۳۸ زخمی بستری‌شده | ۲۴ ژوئن ۲۰۲۵ | [ ۱۰ ] [ ۱۱ ] |
| اسرائیل | iranwire                                    | مجموع      | ۳۲ کشته                                                                            | ۲۵ ژوئن ۲۰۲۵ | [ ۱۲ ]        |
| اسرائیل | ادعای مقامات ایرانی (بر اساس شنود اطلاعاتی) | مجموع      | ۲۳۴ نفر کشته، ۱۹۵ نفر مفقود، و ۱۲۳۰ نفر زخمی                                       | ۲۴ ژوئن ۲۰۲۵ | [ ۱۳ ]        |

## تلفات در ایران
تا ۸ ژوئیه، وزارت بهداشت ایران اعلام کرد که طبق آمار بیمارستان‌های زیر پوشش وزارت بهداشت ۱٫۰۶۰ نفر کشته و ۵٫۷۵۰ غیرنظامی مجروح شده‌اند. محمدرضا ظفرقندی، وزیر بهداشت ایران، گفت در ۲ تیر ۱۴۰۴، بیشترین حملات به کشور انجام شد که تا صبح ۳ تیر، ۱٫۳۴۲ مجروح و ۱۰۷ کشته برجای گذاشت. بنیاد شهید و امور ایثارگران اعلام کرد که ۲۳ تیر ۱۴۰۴ در این کشور ۱٫۰۶۲ نفر کشته و ۵٫۸۰۰ نفر مجروح شده‌اند.
مقامات بهداشتی ایران تا ۱۳ ژوئن از کشته شدن ۲۲۴ نفر خبر دادند و افزودند که اکثر تلفات غیرنظامی بوده‌اند. به گزارش ان‌بی‌سی نیوز، وزارت بهداشت ایران اعلام کرده است که بیش از ۲٫۵۰۰ نفر مجروح شده‌اند. سازمان مجموعه فعالان حقوق بشر در ایران مستقر در ایالات متحده تا ۲۰ ژوئن، ۴۰۸ کشته، از جمله ۹۲ نظامی، ۱۹۹ غیرنظامی و ۱۱۷ کشته ناشناس را گزارش کرده است. گروه فعالان حقوق بشر مستقر در واشینگتن اعلام کرد که در حملات هوایی به ایران حداقل ۶۵۷ نفر کشته و ۲٫۰۳۷ نفر زخمی شده‌اند.
ارتش اسرائیل اعلام کرد که رئیس ستاد کل نیروهای مسلح، سرلشکر محمد باقری در این حملات کشته شده است. در ابتدا این ادعا از سوی رسانه دولتی ایرنا تکذیب شد، اما از سوی خبرگزاری فارس تأیید گردید.
در همین حال، رسانه دولتی ایران از کشته شدن فرمانده کل سپاه حسین سلامی خبر داد، که این خبر بعداً از سوی سپاه پاسداران نیز تأیید شد. همچنین گزارش شد که غلامعلی رشید، فرمانده قرارگاه مرکزی خاتم الانبیا، نیز کشته شده است.
به گزارش رسانه‌های دولتی ایران، دانشمندان هسته‌ای فریدون عباسی، رئیس سابق سازمان انرژی اتمی ایران و محمدمهدی طهرانچی رئیس دانشگاه آزاد نیز کشته شده‌اند. خبرگزاری تسنیم در ادامه اعلام کرد که چهار دانشمند دیگر نیز به نام‌های عبدالحمید مینوچهر، احمدرضا ذوالفقاری، سید امیرحسین فقهی و اکبر مطلبی‌زاده کشته شده‌اند.
طبق گزارش رسانه‌های داخلی ایران، غیرنظامیان از جمله زنان و کودکان نیز در میان کشته‌شدگان هستند. خبرگزاری تسنیم بعداً گزارش داد که بیش از ۵۰ نفر در منطقه شمالی تجریش تهران مجروح شدند، که از این تعداد ۳۵ نفر زن و کودک بودند و به بیمارستان چمران منتقل شدند.
مقام‌های هلال احمر ایران اعلام کردند که پنج امدادگر این نهاد در حملات اسرائیل کشته شدند.

### کشته‌شدگان سرشناس
| نام                    | سمت                                              |
| ---------------------- | ------------------------------------------------ |
| محمد باقری             | رئیس ستاد کل نیروهای مسلح                        |
| حسین سلامی             | فرمانده کل سپاه پاسداران                         |
| غلامعلی رشید           | فرمانده قرارگاه مرکزی خاتم‌الانبیا                |
| علی شادمانی            | فرمانده قرارگاه مرکزی خاتم‌الانبیا                |
| امیرعلی حاجی‌زاده       | فرمانده نیروی هوافضای سپاه پاسداران              |
| محمد کاظمی             | فرمانده سازمان اطلاعات سپاه پاسداران             |
| حسن محقق               | جانشین سازمان اطلاعات سپاه پاسداران              |
| محسن باقری             | نظامی اطلاعات سپاه پاسداران                      |
| مهدی ربانی             | معاون عملیات ستاد کل نیروهای مسلح                |
| غلامرضا محرابی         | معاون اطلاعات و امنیت ستاد کل نیروهای مسلح       |
| داود شیخیان            | فرمانده پدافند هوایی نیروی هوافضای سپاه پاسداران |
| محمدسعید ایزدی         | فرمانده ارشد سپاه پاسداران و مسئول بخش فلسطین    |
| خسرو حسنی              | جانشین اطلاعات نیروی هوافضای سپاه                |
| محمود باقری            | فرمانده موشکی نیروی هوافضای سپاه                 |
| محمدباقر طاهرپور       | فرمانده پهبادی نیروی هوافضای سپاه                |
| منصور صفرپور           | جانشین پدافند هوایی نیروی هوافضای سپاه           |
| مسعود طیب              | نظامی نیروی هوافضای سپاه                         |
| جواد جورسرا            | نظامی نیروی هوافضای سپاه                         |
| محمد آقاجعفر           | نظامی نیروی هوافضای سپاه                         |
| بهنام شهریاری          | نظامی ارشد نیروی قدس سپاه پاسداران               |
| فریدون عباسی           | دانشمند هسته‌ای، سردار اسبق نظامی و نماینده مجلس  |
| محمدمهدی طهرانچی       | دانشمند هسته‌ای                                   |
| عبدالحمید مینوچهر      | دانشمند هسته‌ای                                   |
| احمدرضا ذوالفقاری      | دانشمند هسته‌ای                                   |
| سید امیرحسین فقهی      | دانشمند هسته‌ای                                   |
| اکبر مطلبی‌زاده         | دانشمند هسته‌ای                                   |
| علی بکایی کریمی        | دانشمند هسته‌ای                                   |
| منصور عسگری            | دانشمند هسته‌ای                                   |
| سعید برجی              | دانشمند هسته‌ای                                   |
| علی باکویی             | دانشمند هسته‌ای                                   |
| سید محمدرضا صدیقی صابر | دانشمند هسته‌ای                                   |

### دیگر کشته‌شدگان
در جریان حملات اسرائیل به اهدافی در داخل ایران که از بامداد جمعه ۲۳ خرداد شروع شد، شماری از شهروندان غیرنظامی ایران کشته شدند. علی هاتفی، عضو حزب ندای ایرانیان، پرنیا عباسی، شاعر، همراه با اعضای خانواده‌اش، امیرعلی امینی، تکواندوکار نوجوان، سینا سلیمانی، فعال بازار بورس، فرشته باقری، روزنامه‌نگار و فرزند محمد باقری، رئیسِ کشته‌شدهٔ ستاد کل نیروهای مسلح، مهدی پولادوند، سوارکار و سه عضو خانواده‌اش، دختر مسعود شمس‌بخش، قائم‌مقام وزیر علوم ایران، پارسا منصور، بازیکن پدل، دکتر مجید تجن جاری متخصص هوش مصنوعی بعلت همسایگی با یکی از اهداف، نیلوفر قلعه‌وند، مربی پیلاتس و همسر مهدی طهرانچی، رئیس دانشگاه آزاد اسلامی، از جمله افراد غیرنظامی هستند که در حملات اسرائیل کشته شدند.
در محله نارمک تهران، دست‌کم پنج غیرنظامی جان خود را از دست دادند. همچنین به گزارش خبرگزاری ایلنا در حمله به شهرک شهید چمران در حوالی میدان نوبنیاد، بیش از ۵۰ نفر زخمی شدند که ۳۵ تن از آنان را زنان و کودکان تشکیل می‌دهند. به گزارش خبرگزاری ایرنا، در مرز خسروی کرمانشاه ساختمان‌های غیرنظامی بهزیستی و ستاد اربعین هدف قرار گرفت که یک کشته و ۲۴ زخمی برجای گذاشت و در تبریز نیز مدیرکل مدیریت بحران استان از جان‌باختن دو نفر و مجروح شدن شش نفر در پی حملات اسرائیل خبر داد.

### خسارات مادی
مجید جودی، معاون بازسازی و مسکن روستایی بنیاد مسکن، در ۱۷ تیر تعداد واحدهای مسکونی که در تهران آسیب دیدند را ۴ هزار واحد اعلام کرد. طبق برآورد او برای این میزان بازسازی حدود ۳٫۵ هزار میلیارد تومان بودجه باید هزینه شود. یک فروند هلی‌کوپتر و چندین دستگاه آمبولانس هلال احمر هم تخریب شد. رضا مؤمنی، رئیس اداره عملیات و جست‌وجوی هلال احمر از تلف شدن دو سگ جستجو «در اثر فشار کار بالا و شرایط فیزیکی بسیار دشوار» در جریان امدادرسانی خبر داد.

## تلفات در اسرائیل

### تلفات انسانی
در ۱۴ ژوئن، ستاره داوود سرخ گزارش داد که در حمله موشک بالستیکی ایران، ۶۳ نفر زخمی شدند—یک نفر در وضعیت وخیم، یک نفر در وضعیت جدی، و هشت نفر با جراحات متوسط، در حالی که بقیه جراحات جزئی داشتند. یک مورد فوتی تأیید شد. در تل‌آویو، تیم‌های نجات دو نفر را زنده از زیر آوار ساختمانی فروریخته بیرون کشیدند. بعداً در همان روز، والا! گزارش داد که سه اسرائیلی کشته و ۱۷۲ نفر زخمی شدند. سه غیرنظامی اردنی نیز زخمی شدند.
در ۱۴ ژوئن، رسانه‌های محلی گزارش دادند که پنج اسرائیلی در سراسر شمال اسرائیل بر اثر موشک‌های ایرانی کشته شدند. در ۱۵ ژوئن، گزارش شد که نه غیرنظامی اسرائیلی در حمله موشکی به بت یام در مرکز کشور کشته شدند، حدود ۲۰۰ نفر زخمی شدند و یک نفر مفقود باقی ماند. حمله به رخووت ۴۲ زخمی بر جای گذاشت.
در ۱۶ ژوئن ۲۰۲۵، پس از حملات موشک بالستیک ایران به حیفا و تل‌آویو، گزارش شد که تعداد کشته‌ها به هشت نفر رسیده و حدود ۱۰۰ نفر زخمی شدند. در همان روز، سی‌ان‌ان گزارش داد که تلفات در اسرائیل شامل ۲۴ نفر کشته و ۵۹۲ نفر زخمی است که ۱۰ نفر از آن‌ها در وضعیت جدی قرار دارند.

### خسارات مادی
یک ساختمان مسکونی مدرن در مرکز تل‌آویو دچار خسارات جدی شد. آتش‌سوزی در چندین آپارتمان رخ داد و دود از ساختمان بلند شد. ساختمان مجاور نیز دچار خسارات خارجی قابل‌توجهی شد، از جمله پنجره‌های شکسته و فلزات خمیده آویزان از نمای ساختمان. در رمت گن، چندین خودرو سوخته و سه خانه به‌طور قابل‌مشاهده‌ای آسیب دیدند. مجتمع وزارت دفاع اسرائیل در تل‌آویو به دلیل اصابت موشک ایرانی آسیب دید.
به گفته مقامات شهری، نه ساختمان در رمت گن کاملاً تخریب شدند، در حالی که صدها ساختمان دیگر درجات مختلفی از خسارت را متحمل شدند. حدود ۱۰۰ نفر از ساکنان به دلیل بمباران موشکی از خانه‌های خود آواره شدند.